# 山頂小學
山頂小學（英語：Peak School）是一所男女國際小學，位於香港島中西區太平山歌賦山賓吉道。 該學校是由英基學校協會（ESF）開辦。山頂小學教授一年級至六年級的學生，並提供國際文憑課程，致力為學生提供一個安全的校園環境，讓學生透過積極參與，引發學習興趣。學費為每全年$63,000，全校共12班，360人，每班30人，每班設1位負責老師及1位教學助理，該校的校長是 Bill Garnett。

## 歷史
學校於1911年開學，位於現在的山頂消防局所在地。於1954年，學校搬到位於賓吉道的現址。

## 校友
- 韋漢娜，香港泳手
- 何佩蓉，老師
- 哈米什·哈丁（Hamish Harding），商人、探險家
- 李治廷：香港男藝人

## 外部連結
- 山頂小學官網 （页面存档备份，存于）